# Odprto prvenstvo ZDA 2001
Odprto prvenstvo ZDA 2001 je teniški turnir za Grand Slam, ki je med 27. avgustom in 9. septembrom 2001 potekal v New Yorku.

## Moški posamično
Lleyton Hewitt :  Pete Sampras, 7-6, 6-1, 6-1

## Ženske posamično
Venus Williams :  Serena Williams, 6-2, 6-4 

## Moške dvojice
Wayne Black /  Kevin Ullyett :  Donald Johnson /  Jared Palmer, 7-6, 2-6, 6-3

## Ženske  dvojice
Rennae Stubbs /  Lisa Raymond :  Kimberly Po /  Nathalie Tauziat, 6-2, 5-7, 7-5 

## Mešane dvojice
Todd Woodbridge /  Rennae Stubbs :  Leander Paes /  Lisa Raymond, 6-4, 5-7 (11-9)